# Gugu Mbatha-Raw
Gugulethu Sophia Mbatha-Raw MBE (/ˈɡuːɡuː əmˈbætərɔː/; Oxford, 1983. április 21.–) angol színésznő. Miután a Royal Academy of Dramatic Art-on tanult, brit televíziós és színpadi produkciókban kezdett el játszani, szerepelt a Ki vagy, doki? című sci-fi sorozatban (2007), majd szerepelt Tom Hanks Larry Crowne című vígjátékában (2011), valamint a Mr. és Mrs. Bloom (2010) és a Érintés (2012) rövid időtartamú televíziós sorozatban.
Mbatha-Raw áttörését a Belle című brit korhatáros dráma hozta meg (2013), amelyért elnyerte a BIFA-díj a legjobb színésznőnek járó díját, és a Beyond the Lights című romantikus dráma (2014). A 2015-ös Nell Gwynn című darabban nyújtott főszerepével elnyerte az Evening Standard Theatre Award a legjobb színésznőnek jelölést. A kritikusok elismerését a Fekete tükör című televíziós antológia sorozat harmadik évadának egyik epizódja, a "San Junipero"-ban játszott főszerepéért kapta.

## Élete
Gugulethu Sophia Mbatha-Raw 1983. április 21-én született Oxfordban, Patrick Mbatha dél-afrikai orvos és Anne Raw angol ápolónő lányaként. Witney-ben nőtt fel. Keresztneve az igugu lethu rövidítése, ami Zulu és Xhosa nyelven azt jelenti, hogy "a mi kincsünk".
A színészet, a tánc és a zenés színház iránt fiatal korától kezdve érdeklődő Mbatha-Raw a Henry Box Iskolába járt, és részt vett a Nemzeti Ifjúsági Színházban. Többek között a Judy Tompsett School of Dance tánciskolában táncolt, amely ma Marsh Tompsett School of Dance néven ismert. 2001-ben Londonba költözött, hogy a Royal Academy of Dramatic Art-on tanuljon. Diákévei alatt az újonnan megnyitott látványosságnál, a London Eye-nál dolgozott.

## Filmográfia

### Film
| Év   | Cím                       | Eredeti cím             | Szerep               | Magyar hang        |
| ---- | ------------------------- | ----------------------- | -------------------- | ------------------ |
| 2007 | Hideg fejjel              | Straightheads           | fiatal PA            |                    |
| 2011 | Larry Crowne              | Larry Crowne            | Talia                | Bogdányi Titanilla |
| 2012 | Odd Thomas – A halottlátó | Odd Thomas              | Viola Peabody        | Lamboni Anna       |
| 2013 | Belle                     | Belle                   | Dido Elizabeth Belle | Pálmai Anna        |
| 2014 | Túl a fényeken            | Beyond the Lights       | Noni Jean            |                    |
| 2015 | Jupiter felemelkedése     | Jupiter Ascending       | Famulus              | Pálmai Anna        |
| 2015 | Sérülés                   | Concussion              | Prema Mutiso         | Pálmai Anna        |
| 2016 | Harc a szabadságért       | Free State of Jones     | Rachel Knight        | Roatis Andrea      |
| 2016 | A teljes igazság          | The Whole Truth         | Janelle Brady        | Bánfalvi Eszter    |
| 2016 | Miss Sloane               | Miss Sloane             | Esme Manucharian     | Lamboni Anna       |
| 2017 | A szépség és a szörnyeteg | Beauty and the Beast    | Pamacs               | Erdős Borcsa       |
| 2018 |                           | The Cloverfield Paradox | Ava Hamilton         |                    |
| 2018 |                           | Irreplaceable You       | Abbie                |                    |
| 2018 | Időcsavar                 | A Wrinkle in Time       | Kate Murry           | Zsigmond Tamara    |
| 2018 |                           | Fast Color              | Ruth                 |                    |
| 2018 | A bőrömben                | Farming                 | Ms Dapo              | Pálmai Anna        |
| 2019 | Árva Brooklyn             | Motherless Brooklyn     | Laura Rose           | Pálmai Anna        |
| 2020 | Jöjj velem                | Come Away               | felnőtt Alice        |                    |
| 2020 | Rendbontók                | Misbehaviour            | Jennifer Hosten      |                    |
| 2020 |                           | Summerland              | Vera                 |                    |
| 2024 | Légi csibészek            | Lift                    | Abby                 | Nemes Takách Kata  |

### Televízió
| Év         | Magyar cím                            | Eredeti cím                         | Szerep                       | Megjegyzések                               |
| ---------- | ------------------------------------- | ----------------------------------- | ---------------------------- | ------------------------------------------ |
| 2004       | Holby Városi Kórház                   | Holby City                          | Collette Hill                | 1 epizód                                   |
| 2005       |                                       | Walk Away and I Stumble             | nővér                        | tévéfilm                                   |
| 2006       |                                       | Vital Signs                         | Eve                          | 5 epizód                                   |
| 2006       |                                       | Bad Girls                           | Fidelity Saunders            | 2 epizód                                   |
| 2006       | Kémvadászok                           | Spooks                              | Jenny                        | 9 epizód                                   |
| 2007       | Ki vagy, doki?                        | Doctor Who                          | Tish Jones                   | 4 epizód                                   |
| 2007       | Agatha Christie: Marple               | Agatha Christie's Marple            | Tina Argyle                  | 1 epizód magyar hangja Pálmai Anna         |
| 2008       |                                       | Lost in Austen                      | Piranha                      | 2 epizód                                   |
| 2008       |                                       | Bonekickers                         | Viv Davis                    | 6 epizód                                   |
| 2008       |                                       | Trial & Retribution                 | Jenny Miller                 | 1 epizód                                   |
| 2009       |                                       | Fallout                             | Shanice Roberts              | tévéfilm                                   |
| 2010       |                                       | Undercovers                         | Samantha Bloom               | főszereplő                                 |
| 2012       | Érintés                               | Touch                               | Clea Hopkins                 | főszereplő                                 |
| 2016, 2019 |                                       | Easy                                | Sophie                       | 1 epizód                                   |
| 2016       | Fekete tükör                          | Black Mirror                        | Kelly                        | 1 epizód magyar hangja Bogdányi Titanilla  |
| 2019       |                                       | The Morning Show                    | Hannah Shoenfeld             | főszereplő                                 |
| 2019       | A Sötét Kristály – Az ellenállás kora | The Dark Crystal: Age of Resistance | Seladon (hang)               | 9 epizód magyar hangja Kisfalvi Krisztina  |
| 2021–2023  | Loki                                  | Loki                                | Ravonna Renslayer            | főszereplő magyar hangja Nemes Takách Kata |
| 2021       | A lány a múltból                      | The Girl Before                     | Jane                         | főszereplő                                 |
| 2022–      | Felszín                               | Surface                             | Sophie Ellis / Tess Caldwell | főszereplő                                 |

### Színház
| Év      | Cím                  | Szerep                          | Helyszín                     | Megjegyzés               |
| ------- | -------------------- | ------------------------------- | ---------------------------- | ------------------------ |
| 1999    | Into the Woods       | Hamupipőke anyja (u/s Rapunzel) | National Youth Music Theatre |                          |
| 2005    | Antony and Cleopatra | Iras/Octavia                    | Royal Exchange in Manchester |                          |
| 2005    | Romeó és Júlia       | Juliet Capulet                  | Royal Exchange in Manchester | partnere Andrew Garfield |
| 2008    | Gethsemane           | Monique                         | Nemzeti Színház              |                          |
| 2009–10 | Hamlet, dán királyfi | Ofélia                          | Donmar West End és Broadway  | partnere Jude Law        |
| 2015    | Nell Gwynn           | Nell Gwynn                      | Shakespeare Globe Színház    |                          |

### Rádió
| Év   | Cím                   | Szerep           | Megjegyzés                                                       |
| ---- | --------------------- | ---------------- | ---------------------------------------------------------------- |
| 2006 | Living with the Enemy | Sophie/Különféle | BBC Radio 4, sugárzott 2006. november 14. - december 19.         |
| 2009 | Choice of Straws      | Michelle         | BBC Radio 4, The Saturday Play, sugárzott 2009. szeptember 19-én |